# Rhopaloceracris chapaensis
Rhopaloceracris chapaensis är en insektsart som beskrevs av Tinkham 1940. Rhopaloceracris chapaensis ingår i släktet Rhopaloceracris och familjen gräshoppor. Inga underarter finns listade i Catalogue of Life.